# Волосатый дятел
Волоса́тый дя́тел (лат. Leuconotopicus villosus) — самый распространённый вид дятла Северной Америки.

## Описание
Длина тела составляет от 16,5 до 26,7 см, из них 10 см приходится на хвост, а 3,5 см — на клюв, размах крыльев — 44,5 см, вес 85 г. Оперение верха и крыльев преимущественно чёрного цвета, на крыльях имеются белые пестрины. Спина, грудь и брюхо белого цвета. Над глазом и под ним имеется белая полоска. Хвостовые перья снаружи чёрного, внутри белого цвета. Самец отличается от самки красным пятном на затылке. Оперение птенцов преимущественно чёрное с белыми штрихами и пятнами. Темя красноватого цвета.
Крик звучит как громкое «пик».

## Местообитание
Волосатый дятел обитает преимущественно в старых лесах, богатых погибшими деревьями. Встречается также в светлых лесах, на пашнях, в парках и садах. Распространён почти по всей Северной и Центральной Америке, а также на некоторых островах Карибского моря.
Волосатый дятел по большей части оседлая птица, только самые северные популяции мигрируют на юг, а те, что встречаются в горных районах, перелетают в расположенные ниже леса. 

## Питание
Волосатый дятел ищет под корой, на листьях или в дуплах деревьев насекомых и их личинок, которых он достаёт с помощью своего клюва и длинного языка. Питается также мелкими позвоночными, яйцами птиц, фруктами, орехами, ягодами и древесным соком. Волосатый дятел зажимает орехи в развилине, так называемой «кузнице» дятла, и раскалывает их своим мощным клювом. На зиму делает запасы в дуплах и щелях деревьев. Когда запасы заканчиваются, птицу можно часто встретить у кормушек. 

## Размножение
В брачный период волосатый дятел громко и быстро барабанит по стволу дерева, чтобы обозначить свою территорию. Кроме этого он издаёт резкие крики и трескучие звуки. Гнездится в дуплах деревьев на высоте 4—60 м, гнездо при этом не выстилает. Кладка состоит в среднем из 4 яиц беловатого цвета. Высиживание длится 14 дней. Через 28—30 дней после появления на свет птенцы покидают гнездо. Строительство гнезда, высиживание яиц и кормление птенцов выполняют оба родителя.

## Подвиды волосатого дятла
Выделяют 17 подвидов:
- Leuconotopicus villosus audubonii (Swainson, 1832)
- Leuconotopicus villosus extimus (Bangs, 1902)
- Leuconotopicus villosus harrisi (Audubon, 1838)
- Leuconotopicus villosus hyloscopus (Cabanis & Heine, 1863)
- Leuconotopicus villosus icastus (Oberholser, 1911)
- Leuconotopicus villosus intermedius (Nelson, 1900)
- Leuconotopicus villosus jardinii (Malherbe, 1845)
- Leuconotopicus villosus leucothorectis (Oberholser, 1911)
- Leuconotopicus villosus maynardi (Ridgway, 1887)
- Leuconotopicus villosus monticola (Anthony, 1898)
- Leuconotopicus villosus orius (Oberholser, 1911)
- Leuconotopicus villosus picoideus (Osgood, 1901)
- Leuconotopicus villosus piger (Allen, 1905)
- Leuconotopicus villosus sanctorum (Nelson, 1897)
- Leuconotopicus villosus septentrionalis (Nuttall, 1840)
- Leuconotopicus villosus terraenovae (Batchelder, 1908)
- Leuconotopicus villosus villosus (Linnaeus, 1766)